# La Passe-miroir
La Passe-miroir est un cycle de romans de fantasy français en quatre volumes, dont le premier paraît en 2013, et le quatrième en 2019. Il s'agit des premiers romans de Christelle Dabos, autrice française vivant actuellement en Belgique.

## Description
Christelle Dabos commence à écrire les premières trames de La Passe-miroir en 2007 pendant une convalescence. Le titre de l'ouvrage, lui est inspiré du Passe-muraille, œuvre littéraire de l'écrivain français Marcel Aymé. La Passe-miroir narre les aventures d'Ophélie, une héroïne dotée du pouvoir de lire le passé des objets, tout comme de celui de se déplacer d'un endroit à l'autre à travers les miroirs et 21 arches qui constituent le monde d'Ophélie,. La Passe-miroir aborde différentes thématiques comme le droit à l’erreur, la mémoire ou encore l’identité. Avec son succès et son influence, elle est considérée en 2019 au moment de la parution du quatrième tome de la Passe-miroir comme une autrice de premier plan en matière de littérature pour adolescents.
Le premier tome Les Fiancés de l'hiver qui remporte la première édition du concours du premier roman jeunesse organisé par Gallimard Jeunesse, RTL et Télérama au printemps 2012. En 2013, elle est lauréate de ce prix pour le premier tome de La Passe-miroir. En 2017, l'autrice  publie le troisième tome de La Passe-miroir aux éditions Gallimard Jeunesse,. La série est comparée par la presse nationale à celle d'Harry Potter de J. K. Rowling ou À la croisée des mondes de Philip Pullman.  Le quatrième tome, intitulé La tempête des échos est un récit complexe qui clôt la saga. La saga a inspiré une exposition aux Imaginales.
Les deux premiers ouvrages ont été récompensés du Grand prix de l'Imaginaire dans la catégorie roman jeunesse francophone en 2016. Les trois premiers tomes se sont vendus à cinq cent mille exemplaires en France.
La tétralogie de La Passe-miroir s'est vendue à plus d'1,3 million d’exemplaires, et été traduite en une vingtaine de langues,. La série est comparée à une version francophone se situant mi-chemin entre Le Château dans le ciel de d’Hayao Miyazaki et À la croisée des mondes de Philip Pullman.

## Résumé

### Les Fiancés de l'hiver
Ophélie est une habitante de l'Arche d'Anima,  une des îles flottante dans un monde qui compte 21 arches, vestiges d'une catastrophe appelée «la déchirure ». Ophélie est myope, petite et plutôt maladroite, mais d'un tempérament curieux et amical. C'est aussi une liseuse, et elle dispose de dons comme celui de lire le passé des objets en les touchant avec les mains et de traverser les miroirs pour se déplacer. Fiancée de force à Thorn, l’un des héritiers d'un clan de l'arche du Pôle par les doyennes de l'Arche Anima, elle est envoyée à la cour du Seigneur Farouk, l'esprit de famille à la tête de l'Arche du Pôle.

### Les Disparus du Clairdelune
Ophélie est nommée vice-conteuse à la cour de Farouk et découvre les intrigues de la noblesse de la Citacielle, la capitale flottante de l'arche du Pôle. Elle reçoit des lettres anonymes menaçantes d'une personne qui se fait appeler Dieu et plusieurs nobles disparaissent mystérieusement, après avoir reçu des lettres similaires.
Thorn décide d'éloigner Ophélie des dangers de la Citacielle en l'envoyant dans une station balnéaire, où elle retrouve sa famille d'Anima venue assister à leur mariage. Farouk charge Ophélie d'enquêter sur les disparitions mystérieuses et elle parvient à élucider le mystère avec l'aide de Thorn. Lors d'un affrontement violent, Thorn tue le baron Melchior, le coupable, ce qui le condamne à une peine de mutilation et de bannissement.
Tâchant de sauver Thorn, Ophélie propose à Farouk de lire son livre, un manuscrit qui relate des secrets oubliés. Elle découvre que Dieu peut contrôler les destinées et la mémoire des humains, ainsi que prendre les traits et les pouvoirs d'une personne. Farouk se déclare insatisfait de sa lecture de son livre.
Ophélie décide alors d'épouser Thorn dans sa prison, espérant qu'il puisse acquérir certains de ses pouvoirs et compléter sa lecture du Livre de Farouk. DIEU leur rend visite en prison et leur parle de l'Autre, qu'Ophélie a libéré sans le savoir lors de son tout premier passage de miroir, et qui menace l'équilibre du monde. Bien que le mariage ne permette à Thorn de devenir un liseur d'objet comme Ophélie, il devient un passe-miroir comme elle, ce qui lui permet de s'évader et d'échapper à sa condamnation

### La Mémoire de Babel
Ophélie est exilée sur son arche natale d'Anima et cherche à retrouver Thorn. Elle monte à bord d'une Rose des Vents et navigue vers l'arche cosmopolite de Babel, qui abrite la plus vieille bibliothèque du monde et prône la non-violence.
À son arrivée, Ophélie est confrontée à la mort suspecte d'une responsable du Mémorial qui a été chargée d'éliminer régulièrement des ouvrages qu'elle jugeait subversifs. Pour avoir accès aux informations dont elle a besoin, Ophélie s'inscrit au processus de formation de la Bonne Famille sous le nom d'Eulalie et est soumise à un bizutage pénible.

### La Tempête des échos
Le monde est confronté à l'effondrement des arches, qui  est accompagné de mystérieux échos qui se réverbèrent à travers les terres. Sur Babel, Ophélie et Thorn poursuivent leur quête pour résoudre le problème et découvrent l'Observatoire des Déviations, une institution médicale spécialisée dans l'étude des échos sur des patients dits « inversés », où Ophélie est admise en tant que patiente dite « inversée » et Thorn en tant qu'inspecteur.

## Prix et récompenses
- Lauréat du concours du premier roman jeunesse organisé par Gallimard Jeunesse, RTL et Télérama organisé en 2012[1], dont la récompense était la publication du roman.
- Prix littéraire des collégiens de l'Hérault 2014 (catégorie niveau 4e - 3e) pour Les Fiancés de l'hiver[21].
- Prix Elbakin du meilleur roman français pour la jeunesse 2014 pour Les Fiancés de l'hiver[22].
- Grand prix de l'Imaginaire du meilleur roman francophone pour la jeunesse 2016 pour Les Fiancés de l'hiver et Les Disparus du Clairdelune.
- Nommée pour le Deutscher Jugendliteraturpreis 2020 pour Les Fiancés de l'hiver[23].
- Trophée du Succès international pour La Passe-Miroir par Livres Hebdo[24].